# Waldschlößlkolonie

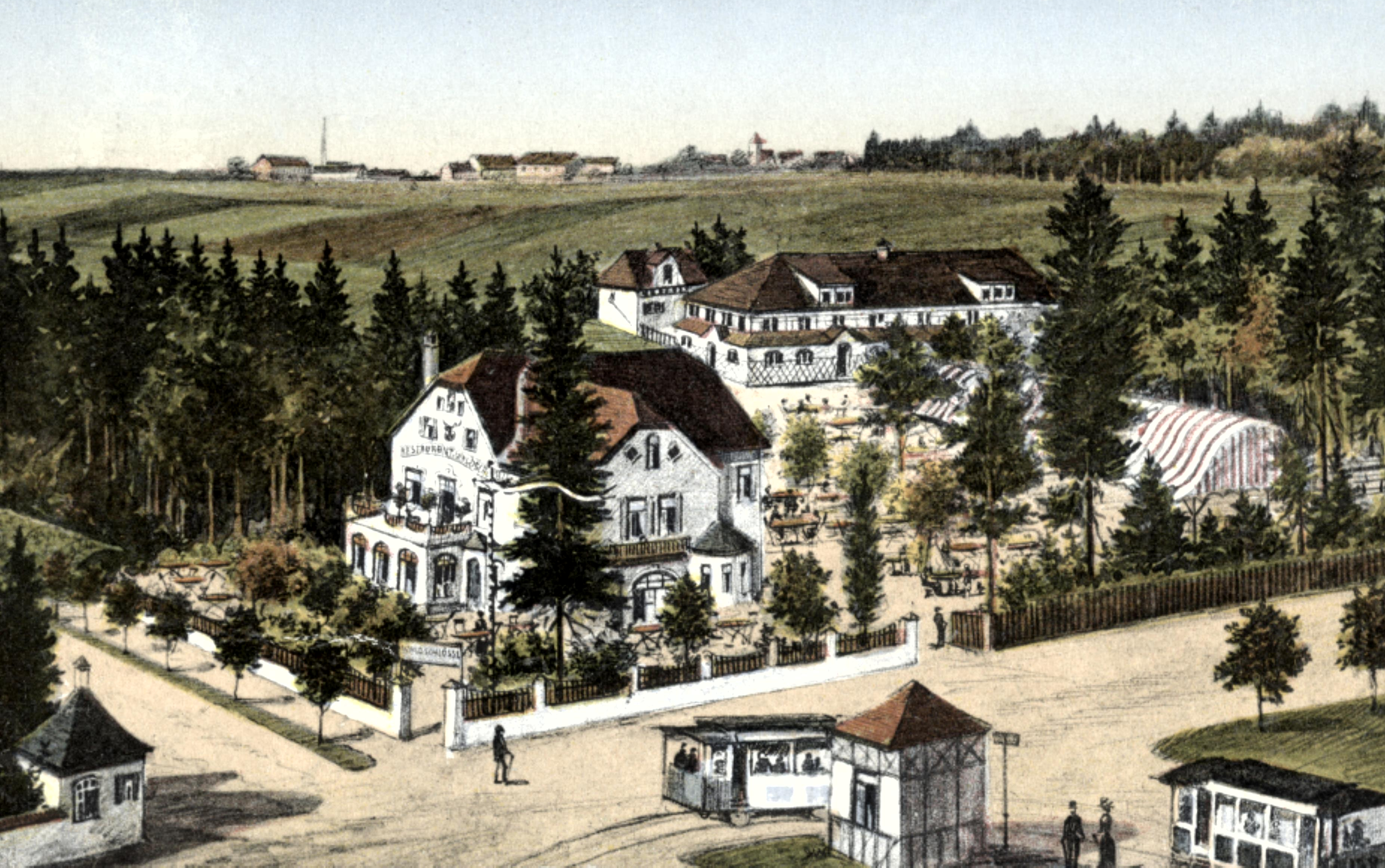
Waldrestauration Waldschlösschen um 1910

Das Münchner Stadtviertel Waldschlößlkolonie im Osten des Stadtbezirks Hadern ist in den 1930er Jahren entstanden. Seinen Namen hat es von der im Jahr 1904 errichteten Waldrestauration Waldschlösschen gegenüber dem Waldfriedhof, der sich zu dieser Zeit in der Planung befand.

## Geschichte
Die Siedlung fand ihren Anfang mit dem Gasthof, der – zeitgleich mit der Eröffnung der Tram-Endhaltestelle Waldfriedhof und dem in Planung und Bau befindlichen Waldfriedhof – der Kolonie ihren Namen gab. Anfang der 1920er Jahre wurde in unmittelbarer Nähe an der Würmtalstraße eine Textildruckerei des jüdischen Unternehmens Jahn & Bach, ein exportorientiertes Spezialgeschäft für Möbelstoffe und Teppiche, eröffnet. Etwa neun Jahre später begann der planmäßige Bau der Siedlung durch die Heimstätten GmbH. Mit dem Stahleckplatz wurde eine zentrale Grünanlage angelegt. 1938 wurde die Münchner Textildruckerei Großhadern GmbH arisiert und vom nationalsozialistischen Regime geschlossen. Der letzte Inhaber Hugo Railing wurde im Vernichtungslager Sobibor ermordet. Seit etwa dem Jahr 2000 wurde einiger Altbaubestand von Ein- und Zweifamilienhäusern durch Nachverdichtungen beseitigt. Teile der Waldschlößlkolonie liegen auf ehemaligen Gründen des Gutshofs Holzapfelkreuth.

### Gasthof Waldschlösschen

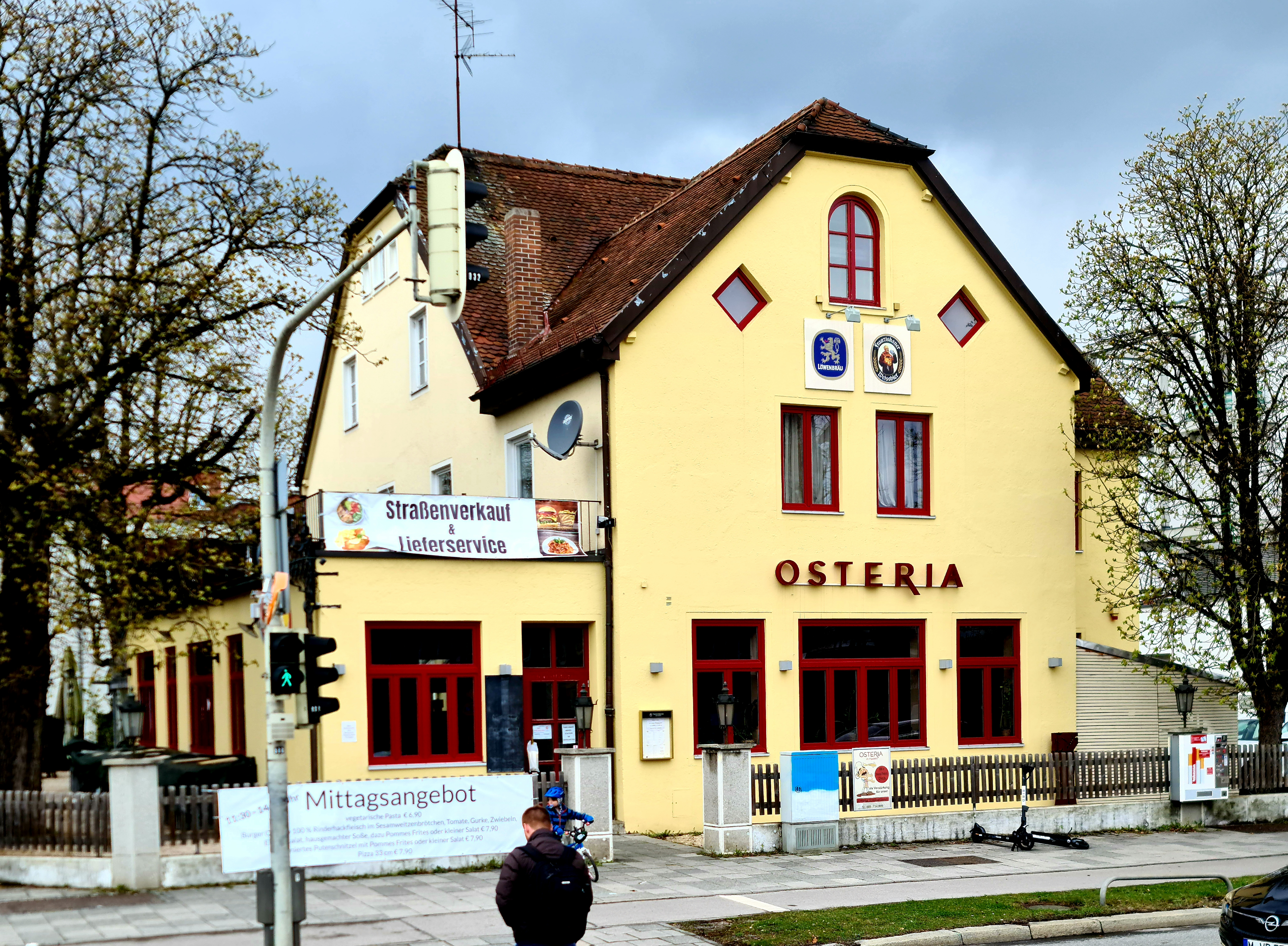
Ehemaliges Waldschlösschen heute (2021)

Als der Kaufmann Eduard Rau, der eine Niederlage der Kristallglasmanufaktur Theresienthal führte, 1903 mitbekommen hatte, dass ein Waldfriedhof angelegt werden sollte, reichte er bei der Lokalbaukommission den Bauplan eines Restaurantbetriebs ein. Dieser wurde jedoch in etwas verkleinerten Maßen errichtet. Da das Restaurant, in dem alle Trauerfeiern stattfanden und das auch unzählige Ausflügler anzog, einen enormen Zuspruch fand, kamen noch vor 1910 eine Bierhalle, ein Eiskeller und eine Remise hinzu. Auf den Inhaber prasselten immer wieder Klagen wegen Störung der Totenruhe ein. 
Nach dem Zweiten Weltkrieg bekam der Bau einen neuen Namen, als Restaurant-Gaststätte Fürstenegger wurde er umgestaltet und in neuerer Zeit mit einer größeren Werbefläche für eine Detektei, die sich bis 2019/20 noch im 1. Obergeschoss befand, verunstaltet. 2020 kam das Gebäude in die Hände eines neuen Besitzers und man plante es zu Gunsten von Wohnungen abzureißen, stattdessen wurde es behutsam renoviert und dem ursprünglichen Aussehen angenähert. Seit 2021 befindet sich im Erdgeschoss eine italienische Osteria.

## Beschreibung
Das Stadtviertel wird begrenzt im Westen durch die Kornwegertraße, im Norden durch die Guardinistraße, im Süden durch die Würmtalstraße und im Osten durch die Fürstenrieder Straße. Die Hälfte der Straßen sind nach Burgen aus dem Rheinland benannt. Die Siedlung ist geprägt von Ein- und kleineren Mehrfamilienhäusern, sowie von Reihenhausanlagen. An der zum Viertel gehörenden Seite der Fürstenrieder Straße befinden sich überwiegend gewerbliche Bauten. An der Neufriedenheimer Straße und an der Ecke Würmtalstraße/Rheinsteinstraße befinden sich größere 2- und 3-geschossige Wohnanlagen. In dem Viertel gibt es nicht einmal ein Dutzend Gebäude die unverändert seit dem Anlegen der Kolonie erhalten sind. Die Waldschlößlkolonie ist über mehrere öffentliche Verkehrsmittel erreichbar: die Nord-Südbuslinien 51 und 151 auf der Fürstenrieder Straße mit den Haltestellen Holzapfelkreuth und Waldfriedhof, sowie die Ost-Westbuslinien 54 und 160 auf der Waldfriedhof-/ Würmtalstraße mit den Haltestellen Waldfriedhof und Kornwegerstraße.

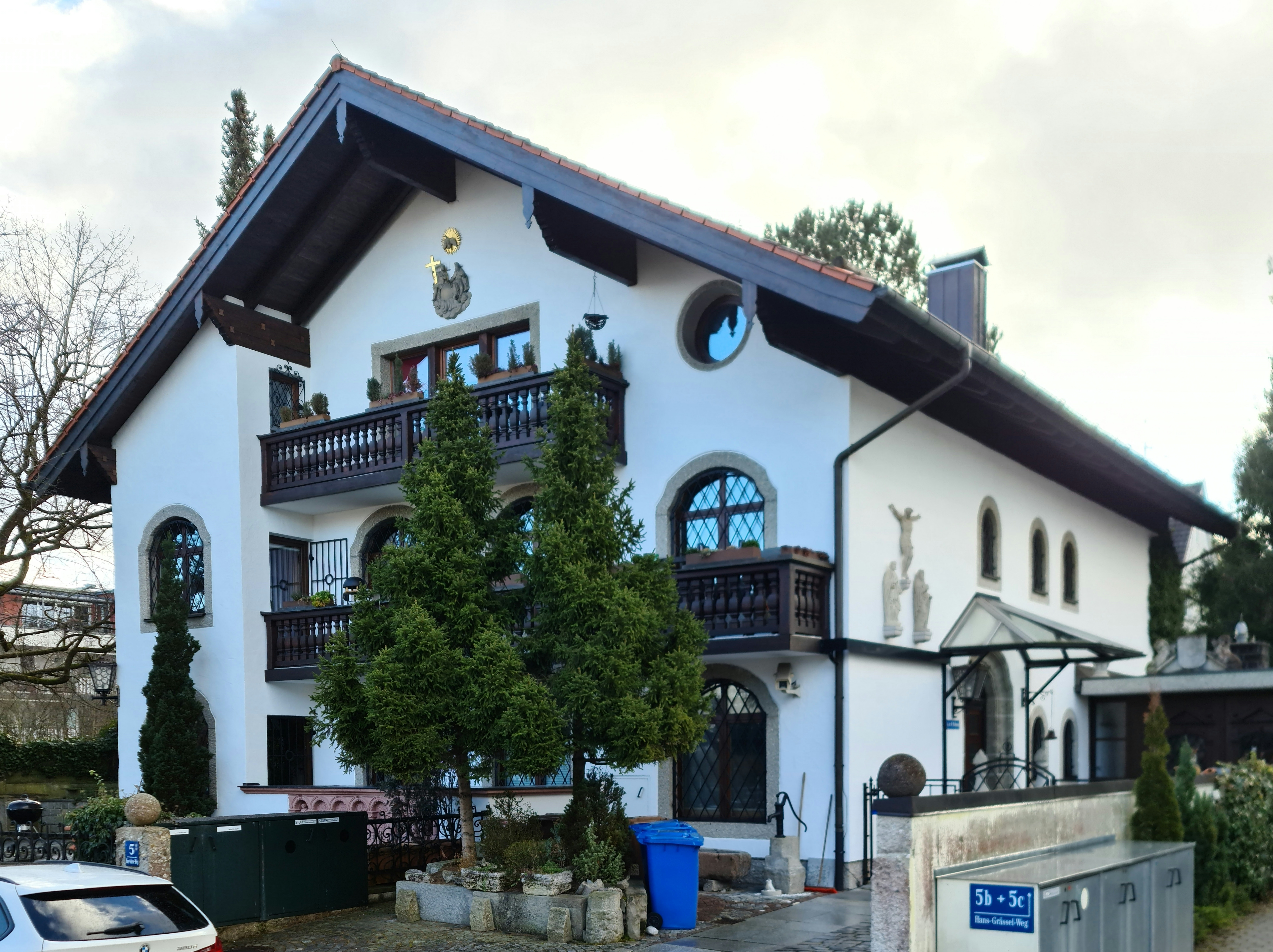
Hans-Grässel-Weg 5
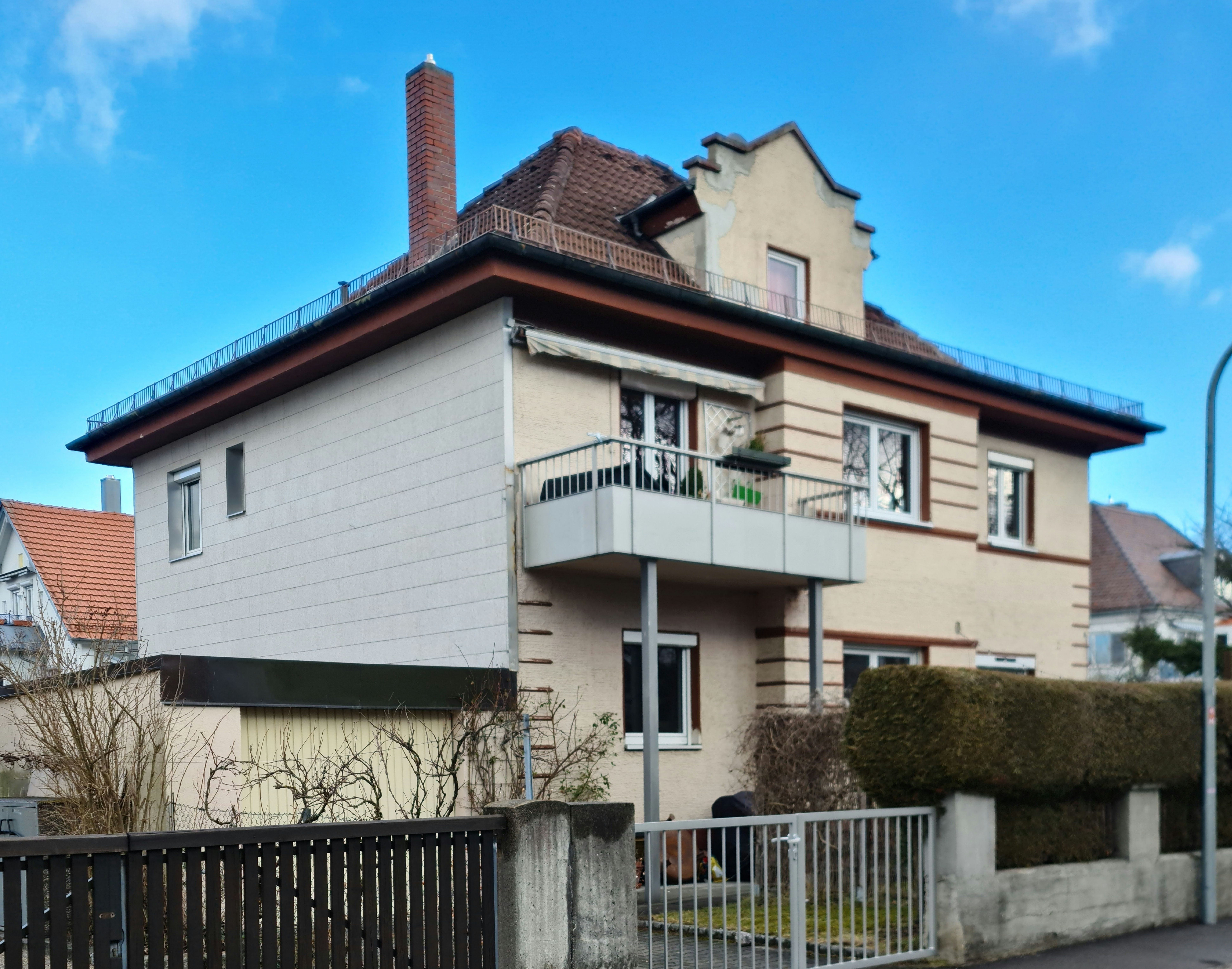
Neufriedenheimer Straße 88
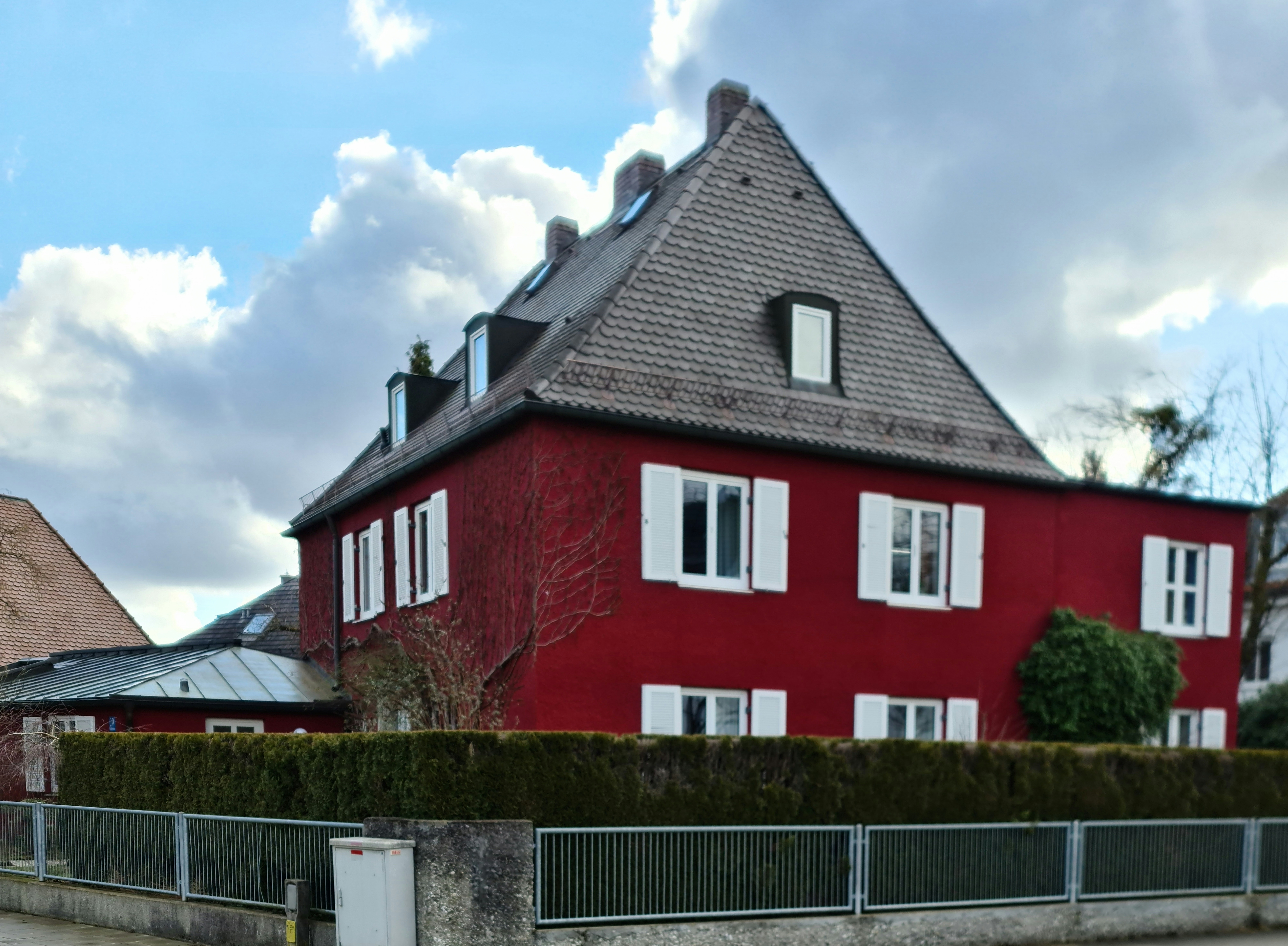
Stahleckstraße 10